# Stipa atacamensis
Stipa atacamensis är en gräsart som beskrevs av Parodi. Stipa atacamensis ingår i släktet fjädergrässläktet, och familjen gräs. Inga underarter finns listade i Catalogue of Life.